# Silene siderophila
Silene siderophila är en nejlikväxtart som beskrevs av Pierre Edmond Boissier och Gaill. Silene siderophila ingår i släktet glimmar, och familjen nejlikväxter. Inga underarter finns listade i Catalogue of Life.